# Robbie E
Robert Strauss, meglio conosciuto con il ring name Robbie E (Alpine, 1º ottobre 1983), è un wrestler statunitense sotto contratto con WWE.
Nella Total Nonstop Action Wrestling ha vinto due titoli TNA World Tag Team Championship (entrambi come membro dei BroMans assieme a Jessie Godderz), il TNA Television Championship ed il TNA X Division Championship.
È noto anche per aver militato nel circuito indipendente con il nome di Rob Eckos ed in promozioni quali Chaotic Wrestling East Coast Wrestling Association,, Hardway Wrestling, Jersey All Pro Wrestling, the National Wrestling Alliance, Pro-Pain Pro Wrestling e la Mikey Whipwreck's New York Wrestling Connection.

## Carriera

### Total Nonstop Action Wrestling (2010–2019)

#### Shore (2010–2011)

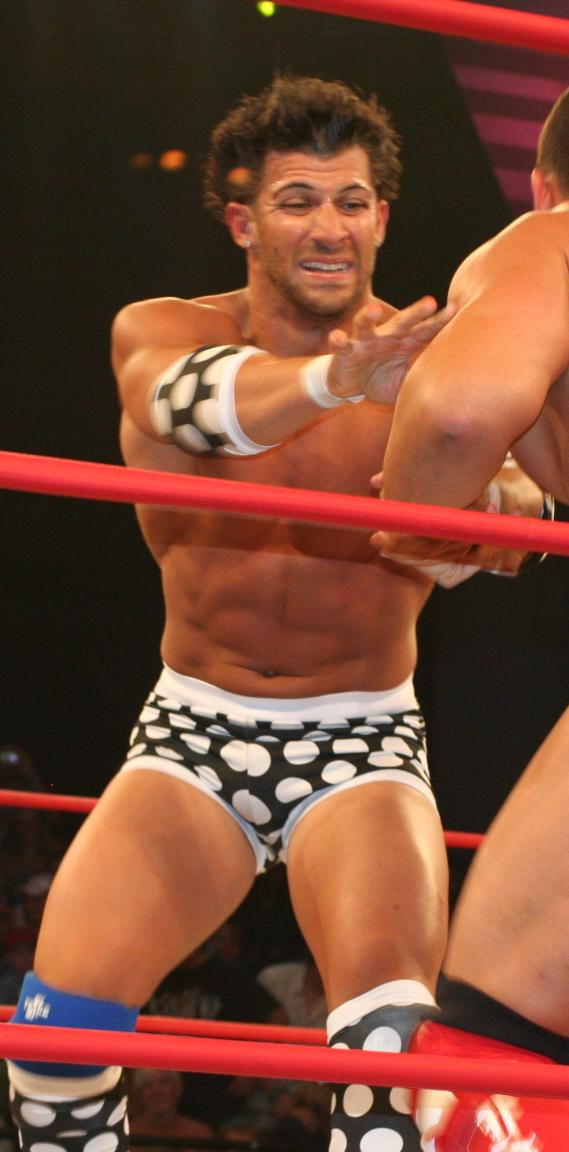
Robert Stone nel 2010

Il 27 luglio 2010 Strauss partecipa ad un provino della TNA venendo sconfitto in un dark match da Bobby Fish ed il suo ingaggio da parte della federazione viene annunciato il 5 agosto seguente. 

Nell'episodio di TNA Impact! del 10 agosto si presenta accompagnato dalla valletta Cookie e vince un dark match contro Jeremy Buck utilizzando il ring name di Robbie E il quale è ispirato ad un personaggio del reality show Jersey Shore. 

Dopo diverse settimane di video promozionali il 24 settembre Robbie e Cookie compiono un'apparizione nel corso di un live event interrompendo Jeremy Borash e provocando il pubblico, il che culmina in un match perso contro Rhino dopodiché la coppia debutta ufficialmente nella puntata del 7 ottobre come heel tenendo un promo contro il pubblico del Florida e la domenica seguente a Bound for Glory Robbie attacca il campione X Division Jay Lethal al termine del suo match contro Douglas Williams e definendolo poi come "una disgrazia per il New Jersey". 

Robbie e Cookie attirano ulteriormente l'attenzione del pubblico la settimana seguente ad Impact! quando la ragazza è coinvolta in un acceso litigio con JWoww di Jersey Shore.
Robbie E compie il suo debutto sul ring la settimana seguente imponendosi su Amazing Red prima di lanciare una sfida al campione X Division Jay Lethal e, guadagnatosi una chance titolata con una vittoria sullo stesso Lethal in uno street fight match, Strauss vince il titolo TNA X Division Championship per la prima volta sconfiggendolo nuovamente a Turning Point. 

In entrambe le occasioni si rivelò fondamentale l'aiuto della valletta Cookie e nella loro rivincita a Final Resolution riesce a cavarsela con una squalifica dopo che Lethal viene scoperto intento ad usare uno spray per capelli sul volto di Robbie. 
 
Dopo un breve regno perde il titolo il 16 dicembre contro lo stesso Lethal.
Il 10 febbraio 2011 ad Impact prende parte ad un torneo per determinare il nuovo sfidante al titolo X Division posseduto da Kazarian e dopo essersi qualificato alle finali dopo aver sconfitto Brian Kendrick e Suicide in un fatal three–way match, ad Against All Odds vince il torneo per forfait a causa dei problemi di vista incontrati da Jeremy e Max Buck. Kazarian offre la stessa sera a Robbie il match titolato, imponendosi però su di lui. 

Il wrestler di New Jersey ottiene una rivincita la settimana dopo ad Impact! venendo però squalificato a causa dell'interruzione da parte di Cookie ed il 13 marzo a Victory Road spreca la possibilità di riconquistare il titolo X Division in un Ultimate X match in quanto ne viene di nuovo sconfitto. 

L'11 agosto ad Impact decide di interrompere la propria alleanza con Cookie dopo che la ragazza gli costa involontariamente un match titolato contro il nuovo campione X Division Brian Kendrick.

#### Alleanza con Robert Terry (2011–2013)

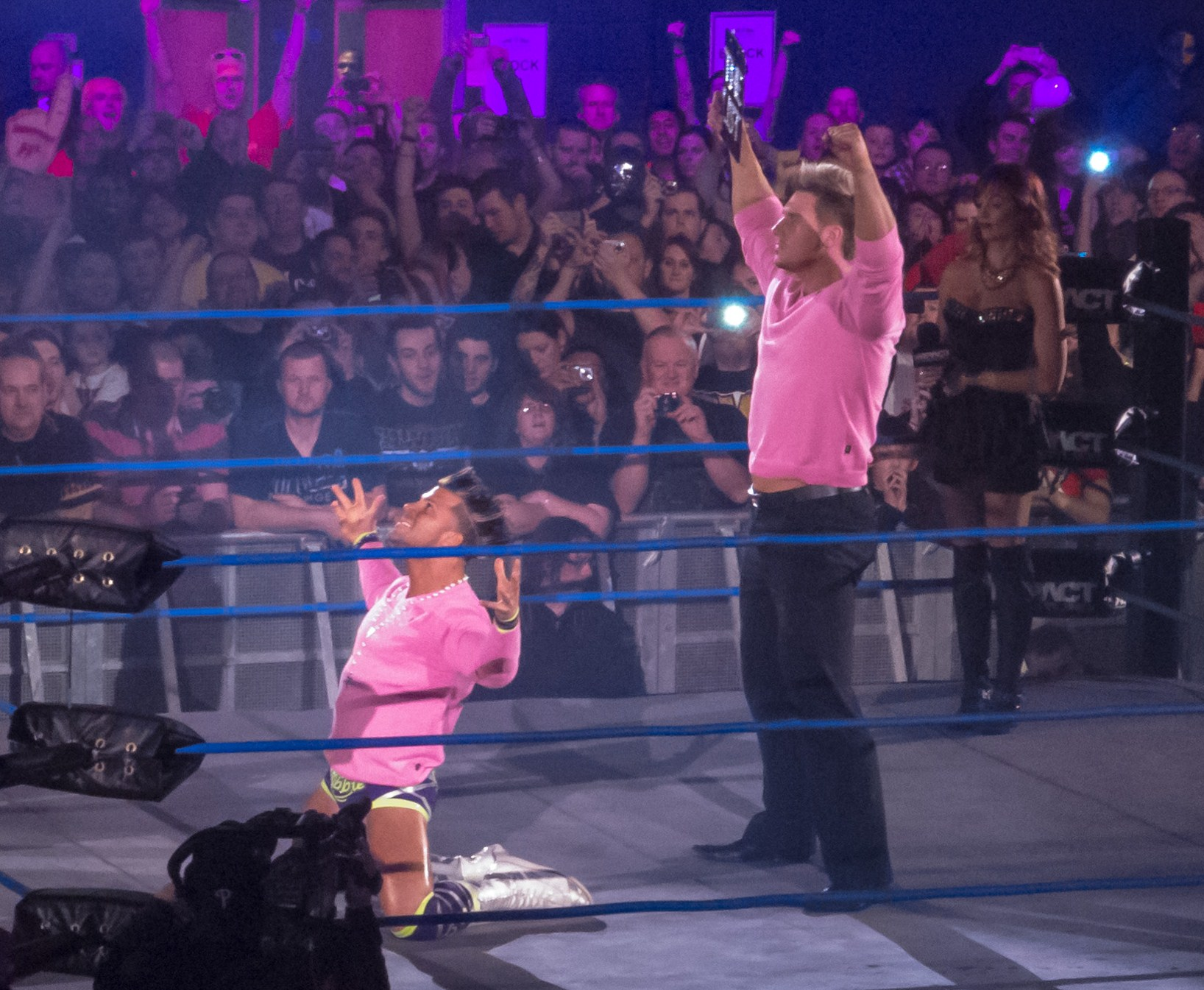
Robert Stone (sinistra) con Robert Terry (destra) nel 2013

Alla ricerca di un nuovo alleato dopo il rilascio di Cookie da parte della TNA Robbie fa una proposta a Rob Terry nell'episodio di Impact del 25 agosto 2011 ed una settimana dopo quest'ultimo attaccherà Eric Young al termine di un match con Robbie E sancendo l'inizio della loro alleanza. 

Un nuovo attacco di Robbie e Terry (ora noto come Robbie T) nei confronti del canadese culmina con l'annuncio di Young di un tag team match previsto per il 3 novembre e dove il compagno di squadra di Young (rivelatosi poi essere Ronnie di Jersey Shore), a garantire una vittoria della sua squadra grazie ad uno schienamento su Robbie E. 

Dopo settimane di tensione Robbie conquista per la prima volta il titolo TNA Television Championship sconfiggendo Young il 13 novembre al Turning Point e ritrovandosi poi a difendere la cintura dagli assalti di Devon e Rob Van Dam e l'11 dicembre al Final Resolution sconfigge di nuovo Young in una rivincita titolata.
Il 12 febbraio 2012 all Against All Odds sconfigge Shannon Moore in una open challenge per la cintura dell'TNA X Division Championship ed il 23 febbraio ad Impact Wrestling si deve invece difendere dall'assalto di A.J. Styles e dal quale viene sconfitto per squalifica ed a causa delle interferenze di Kazarian e Christopher Daniels. 

Il suo regno di detentore del titolo Television termina il 18 marzo seguente a Victory Road quando viene sconfitto da Devon nell'ennesima open challenge e nel corso dei due mesi successivi Robbie tenta invano tre assalti al titolo Television Championship di Devon, prima il 15 aprile a Lockdown in uno steel cage match poi disputando un incontro singolo il 3 maggio ad Impact Wrestling ed infine in un three-way match, che vede anche la partecipazione di Robbie T a Sacrifice svoltosi il 13 maggio 2012. 

Malgrado tali risultati nel corso delle settimane successive Robbie E e Robbie T continueranno ad attaccare Devon nei suoi match per il titolo e Robbie E trova l'opportunità di riconquistare il titolo nell'episodio del 7 giugno ma viene sconfitto a causa di un'interruzione da parte di Garett Bischoff. 
 
Tre giorni dopo a Slammiversary XI Robbie e la sua guardia del corpo sono battuti in un tag team match che li vede contrapposti a Devon e Bischoff e nell'episodio seguente Robbie prende parte alle Bound for Glory Series disputando il gauntlet match di apertura venendo eliminato da Samoa Joe finendo il torneo in penultima posizione vincendo solo contro A.J. Styles e Rob Van Dam in un three-way match disputato il 23 agosto ad Impact. 

Il 18 ottobre tenta senza successo un nuovo assalto al titolo TNA Television Championship detenuto da Samoa Joe e le delusioni sul ring portano Robbie E e Robbie T ad un periodo di tensione e con quest'ultimo più propenso ad attirare su di sé le luci della ribalta in confronto al primo.
L'alleanza tra i due si conclude definitivamente il 28 febbraio 2013 ad Impact quando Robbie, dopo essersi inizialmente scusato per il suo comportamento, colpisce in testa il suo enforcer con un ritratto prima di fuggire dal ring e la breve faida tra i due si rivela completamente a senso unico poiché il possente britannico (Robbie T) avrà la meglio su Robbie E sia il 10 marzo a Lockdown del 2013 che la settimana dopo ad Impact Wrestling.

#### BroMans (2013–2015)

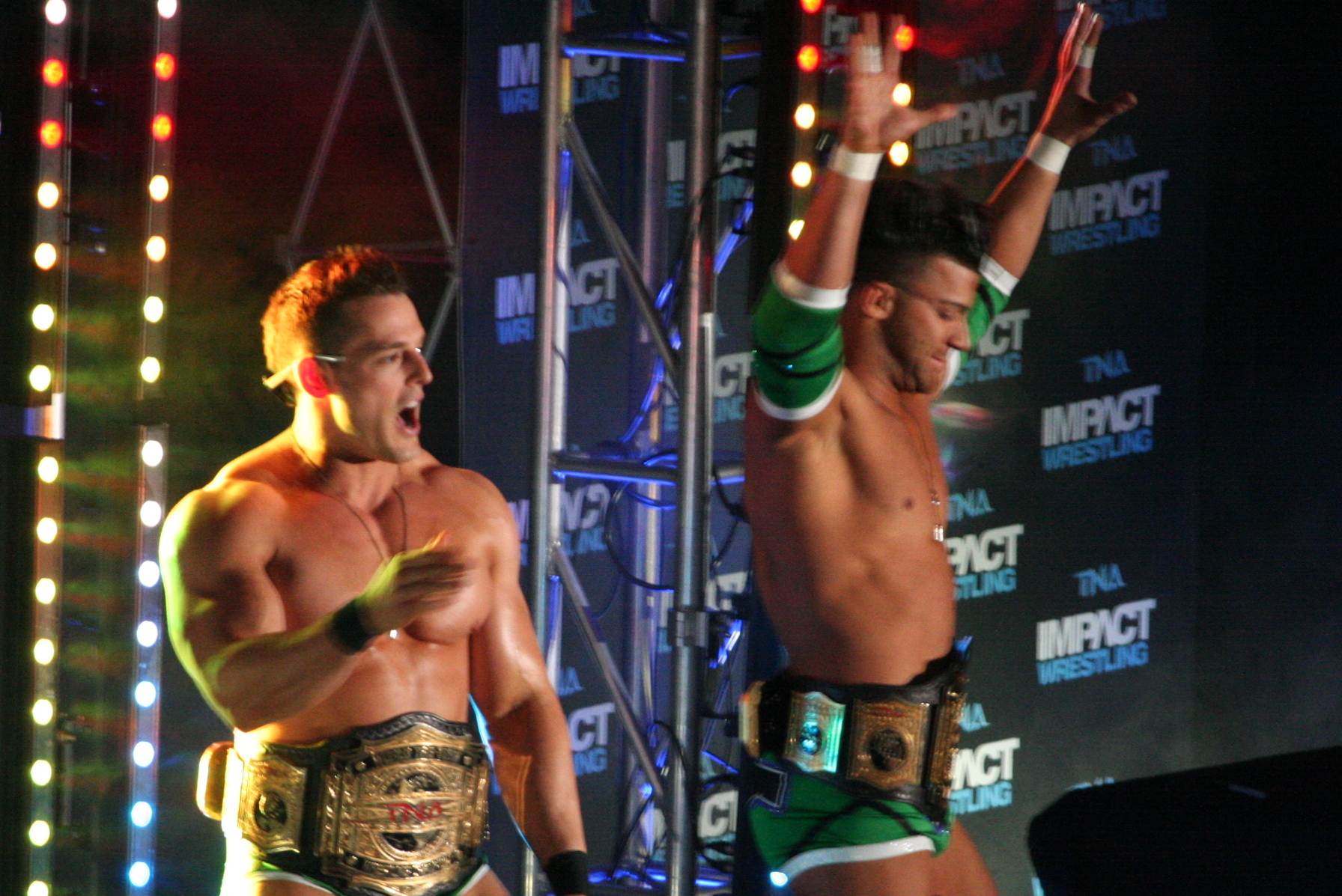
Robert Stone (destra) con Jessie Godderz sinistra) nel 2014

Inizia ad allearsi con Jessie Godderz sin dall'episodio di Impact del 2 maggio 2013, quando assieme a Joey Ryan disputa un 3-on-1 handicap match contro Rob Terry emerso infine vincitore dopo che gli stessi Robbie e Godderz decidono di abbandonare il collega. Il 27 giugno, accompagnati da Tara, Robbie e Godderz lanciano una sfida ai detentori del titolo di coppia (il TNA World Tag Team Championship) Gunner e James Storm presentandosi con il nome di The BroMans e la gimmick di un tag team di giovani rozzi originari di Jersey Shore e la settimana seguente i BroMans vengono sconfitti dai campioni in carica in un match non titolato. 

Il 27 ottobre, nel kick-off di Bound for Glory e presentatisi accompagnati da "Mr. Olympia" (Phil Heath), i BroMans vincono un fatal four-way tag team gauntlet match per determinare gli sfidanti numero uno al titolo e sfruttano l'occasione ottenuta la sera stessa conquistando le cinture. 

Il duo compie la prima difesa dei titoli il 31 ottobre ad Impact Wrestling sconfiggendo Gunner e Storm nel match di rivincita e nella puntata di Impact del 22 novembre i BroMans vincono il primo "tag team turkey bowl match" della storia, avendo la meglio su Dewey Barnes e Norv Fernum e costringendoli (come stipulazione del match) ad indossare costumi da pollo.
Perdono i titoli di coppia per mano dei Wolves il 23 febbraio 2014 nel corso di un house show per poi riconquistare le cinture il 2 marzo seguente in Giappone contro gli stessi Wolves ed il Team 246 (Kaz Hayashi e Shuji Kondo). 

Il 26 aprile vengono nuovamente sconfitti dai Wolves in un 3 on 2 handicap match che vedeva Zema Ion come loro compagno di squadra ed archiviati i match con i Wolves i BroMans iniziano una faida con la "Menagerie", una bizzarra stable capitanata da Knux ed a causa della presenza di Crazzy Steve tra gli avversari e la paura per i clown di Robbie bloccheranno quest'ultimo dal disputare qualsiasi match contro la Menagerie (kayfabe), tanto che il lottatore del New Jersey sceglie di allontanarsi temporaneamente dalle competizioni a causa della sua fobia. Torna ad Impact il 24 luglio quando viene sconfitto da The Great Muta.
Il 1º novembre 2014 i BroMans (ora divenuti stable grazie all'aggiunta di DJZ), vengono sconfitti dal Team 246 e Minoru Tanaka durante uno spettacolo in collaborazione con Wrestle-1 ed organizzato per festeggiare il 30º anno di carriera di The Great Muta.
Il 23 gennaio 2015 Robbie E prende parte al celebre Feast or Fired match e nel corso del quale viene aiutato da Velvet Sky a prendere la valigetta contenente il licenziamento immediato ma, e visto il fatto che fu lei a prendere la valigetta fu proprio per l'ex campionessa knockout ad avvenire l'allontanamento dalla federazione e proprio dopo che Robbie aveva insistito che era stata lei ad afferrare la valigetta.

#### Faide varie (2015–2016)
Dopo una serie di sconfitte patite dai BroMans, il gruppo si scioglie il 15 maggio quando Jessie Godderz decide di attaccare a tradimento Robbie E al termine di un match che li aveva visti contrapposti uno all'altro. La faida tra i due ex compagni culmina l'8 luglio in uno street fight match con una sconfitta di Robbie E, passato nel frattempo tra i face per la prima volta in carriera. Il 12 agosto Robbie prende parte senza successo ad un King of the Mountain match cercando di vincere l'omonima cintura (in precedenza denominata "TNA Television Championship" e in quel periodo TNA King of the Mountain Championship).
Tra i mesi di ottobre e novembre finisce terzo al TNA World Title Series e dopo aver collezionato una vittoria su Eddie Edwards e due sconfitte contro Matt Hardy e Davey Richards. Più tardi partecipa nuovamente al Feast or Fired match senza però aggiudicarsi alcuna valigetta.

#### Reunion dei BroMans (2016–2017)
A meno di un anno dallo scioglimento, i BroMans si riuniscono il 22 marzo 2016 ad Impact quando affrontano senza successo i Beer Money, Inc. per le cinture di coppia TNA e una nuova opportunità titolata si presenta ai BroMans in occasione di Slammiversary, dove vengono però sconfitti dai Decay.

## Personaggio

### Mosse finali
- FTD – Fresh to Death (Running cutter)
- Shore Thing[6] (Falling neckbreaker)
- Boom Drop (Half nelson slam girata in una reverse STO) – 2015–presente
- Inverted DDT

### Soprannomi
- "You're Unbelievable"[3]
- "The Platinum Poppa"[4]
- " Mr. Sacowea"

## Titoli e riconoscimenti
- Chaotic Wrestling
  - Chaotic Wrestling Tag Team Championship (1) – con Billy Bax[70]
- CyberSpace Wrestling Federation
  - CSWF Cruiserweight Championship (1)[71]
- D2W Pro Wrestling
  - D2W Heavyweight Championship (1)[72]
- DDT Pro-Wrestling
  - Ironman Heavymetalweight Championship (1)[73]
- East Coast Wrestling Association
  - ECWA Mid Atlantic Championship (1)
  - ECWA Tag Team Championship (2) – con Billy Bax[74][75]
  - ECWA Hall of Fame (Class of 2006)[76]
- Great Lakes Championship Wrestling
  - GLCW Heavyweight Championship (1)
- Hardway Wrestling
  - HW Lightweight Championship (1)[74][77]
- Independent Superstars of Professional Wrestling
  - ISPW Tri state championship (1)[3]
- Jersey Championship Wrestling
  - JCW Cruiserweight Championship (1)[78]
- National Championship Wrestling
  - NCW Tag Team Championship (1) – con Nick Berk[74]
- New York Wrestling Connection
  - NYWC Tag Team Championship (1) – con Matt Striker
  - NYWC Interstate championship (1)
- Pro Wrestling Illustrated
  - PWI ranked him # 66 of the 500 best singles wrestlers of the PWI 500 in 2012[79]
- Pro Wrestling Pride
  - PWP Tag Team Championship (1) - con Danny Walsh
- Stars and Stripes Championship Wrestling
  - SSCW Heavyweight Championship (1)[80]
  - SSCW Lightweight Championship (1)[81]
- Total Nonstop Action Wrestling
  - TNA Television Championship (1)[36]
  - TNA X Division Championship (1)[21]
  - TNA World Tag Team Championship (2) – con Jessie Godderz[82]
  - TNA Turkey Bowl (2013) – con Jessie Godderz
  - TNA Turkey Bowl (2016)
  - TNA X Division Championship #1 Contender Tournament (2011)
  - TNA World Cup (2016) – con Eddie Edwards, Jeff Hardy, Jade e Jessie Godderz
- United Wrestling Coalition
  - UWC United States Championship (1)
- Universal Independent Wrestling
  - UIW Heavyweight Championship (1)[83]
- WWE
  - Bumpy Award (1)
    - The ‘Best Interview From Inside Or Next To A Parked Car’ Award (2020)